# Kgakge/Makakung
Kgakge / Makakung est une ville du Botswana.